# گیت‌هاب
گیت‌هاب (به انگلیسی: GitHub) یک بستر توسعه برای پروژه‌هایی است که از کنترل نسخه توزیع‌شده گیت استفاده می‌کنند. گیت‌هاب با استفاده از روبی آن ریلز و ارلنگ ساخته شده‌است. این خدمت هم دارای گزینه رایگان برای پروژه‌های متن‌باز و هم پولی است. توسعهٔ پلتفرم گیت‌هاب در اکتبر ۲۰۰۷، آغاز شد. گیت‌هاب در سال ۲۰۰۸ توسط تام پرستون، کریس ونسترت و پی جی هیت پایه‌گذاری گردید و بر اساس گزارشی در ژوئن ۲۰۱۱، این سرویس محبوب‌ترین سرویس ارائه‌دهنده گیت است.

این سایت عملکردهای یک جامعهٔ مجازی شامل: فید، دنبال‌کننده و گراف شبکه را برای نمایش دادن توسعه دهندگانی که بر یک نسخهٔ مرجع (مخزن) کار می‌کنند، به کاربرانش ارائه می‌دهد.

در ژوئیه ۲۰۱۲ این شرکت با صد میلیون دلار آمریکا در سری A سرمایه‌داران اصلی، از طرف اندرسون هورویتز رده‌بندی شد.
Git یک سیستم کنترل نسخه است که توسط Linus Torvalds برای مدیریت کرنل لینوکس ایجاد شد. این سیستم کنترل نسخه برای مدیریت تغییرات در پروژه‌های نرم‌افزاری وب و غیره استفاده می‌شود. GitHub یک پلتفرم توسعه نرم‌افزار است که از Git برای میزبانی پروژه‌های نرم‌افزاری استفاده می‌کند.
در قلب GitHub یک پروژه متن‌باز که توسط لینوس توروالدز (خالق لینوکس) ایجاد شده‌است به نام گیت وجود دارد. در واقع Git یک سیستم کنترل نسخهٔ نرم‌افزار است. Matthew McCullough یکی از اعضای گیت‌هاب می‌گوید: گیت مانند دیگر سیستم‌های کنترل نسخه، نسخه‌های نرم‌افزار را ذخیره، مدیریت و فراخوانی می‌کند؛ که البته بیشتر برای کدها استفاده می‌شود اما گیت می‌تواند برای هر نوع فایل دیگری مانند یک پرونده ورد یا پرونده متنی ساده نیز استفاده شود.
در ۱۴ خرداد ۱۳۹۷ مایکروسافت خرید گیت‌هاب را با قیمت ۷/۵ میلیارد دلار تأیید کرد.

## توصیف سایت
سایت گیت‌هاب همهٔ عملکردهای مورد نیاز کاربران در یک جامعه مجازی را در دسترس قرار داده‌است. برخی از این عملکردها (به انگلیسی: functionality) عبارتند از: فید، دنبال‌کننده و گراف شبکه برای نمایش دادن توسعه دهندگانی که بر یک نسخهٔ مرجع (مخزن) کار می‌کنند.
گیت‌هاب همچنین سرویس‌های دیگری به نام سایت گیست که در نوع خود یک سایت پیست‌بین-گونه (به انگلیسی: pastebin-style) را ارائه می‌دهد. این سایت یک ویکی برای توسعه دهندگان انفرادی به‌شمار می‌آید که سورس کدهای ایشان می‌تواند به‌وسیلهٔٔ یک مخزن گیت (به انگلیسی: Git repository)، یک سرویس میزبان اسلاید که پایه بلندگو (به انگلیسی: Speaker deck) نامیده می‌شود و یک سکو (پلت فرم) که گایوجز (به انگلیسی: Gauges) ویرایش و مدیریت گردد.
از ژانویه ۲۰۱۰ گیت‌هاب تحت همین نام گیت‌هاب به فعالیت‌های خود ادامه داد. گیت‌هاب مخازن خصوصی و آزاد را برای میزبانی پروژه‌های نرم‌افزار منبع باز، که معمولاً استفاده می‌شود، را ارائه می‌دهد.

## تاریخچه

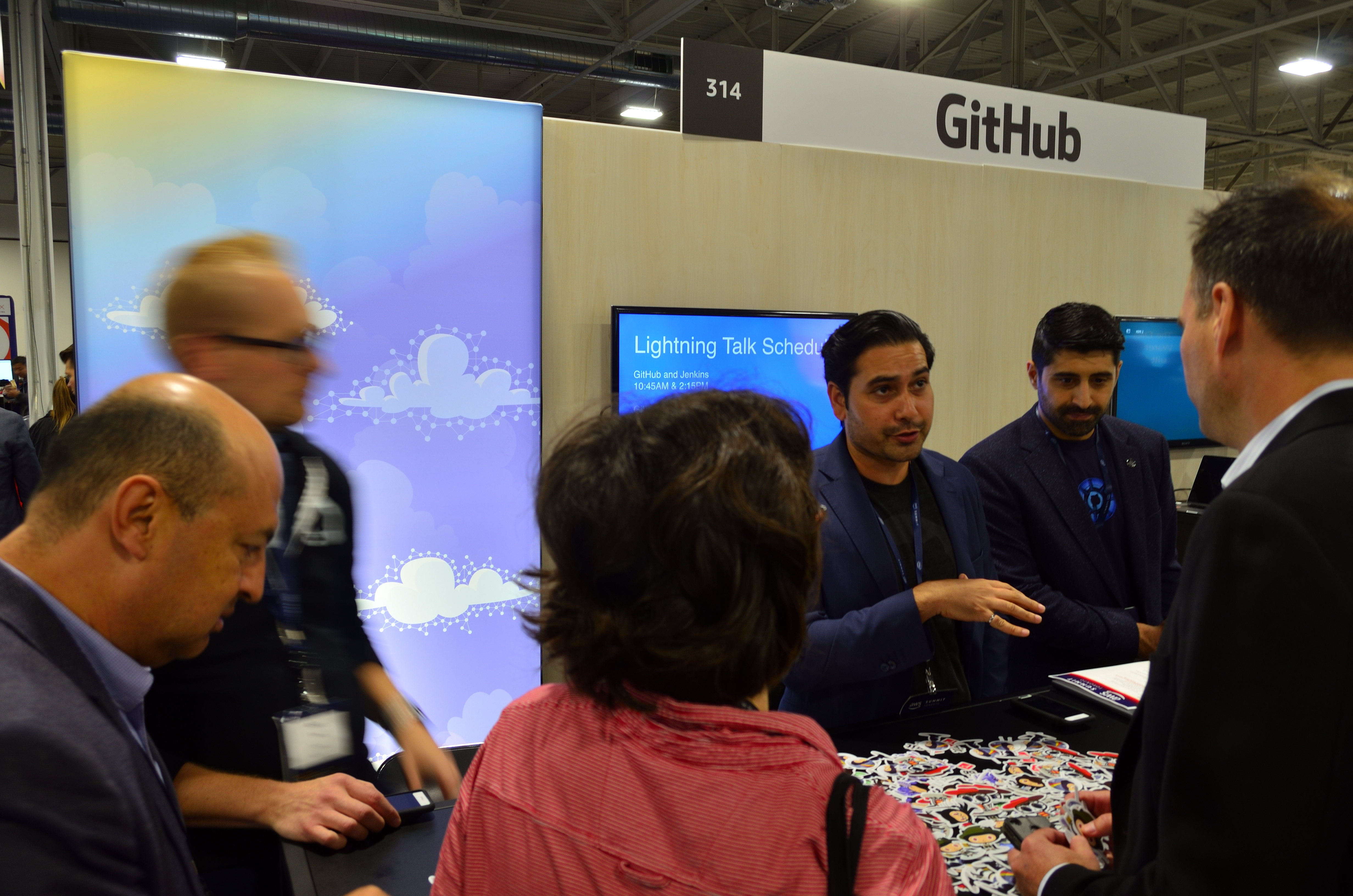
GitHub در AWS Summit

توسعه پلت فرم GitHub.com در ۱۹ اکتبر ۲۰۰۷ آغاز شد. این سایت در آوریل ۲۰۰۸ توسط تام پرستون-ورنر، کریس وانسترث، پی جی‌هایت و اسکات چاکن راه اندازی شد، پس از اینکه چند ماه قبل به عنوان نسخه بتا در دسترس قرار گرفت. GitHub یک سخنرانی سالانه به نام GitHub Universe دارد.

## ساختار سازمانی
گیت‌هاب، در ابتدا یک سازمان مسطح و بدون مدیران میانی بود. به عبارت دیگر، «همه یک مدیر هستند» (خودمدیریتی). کارمندان می‌توانستند روی پروژه‌هایی که به آنها علاقه دارد کار کنند (تخصیص آزاد)، اما حقوق‌ها توسط رئیس اجرایی تعیین می‌شد. 
در سال ۲۰۱۴، GitHub، شرکت لایه‌ای از مدیریت میانی را در میان ادعاهای آزار و اذیت مدیران ارشد معرفی کرد. تام پرستون-ورنر در بحبوحه این رسوایی از سمت مدیرعاملی استعفا داد.

## دارایی، سرمایه‌گذاری
گیت‌هاب، یک کسب‌وکار راه‌اندازی بود که در سال‌های اول خود درآمد کافی برای تأمین مالی آن را تنها توسط سه بنیان‌گذارش فراهم کرد و شروع به جذب کارمندان کرد. در ژوئیه ۲۰۱۲، چهار سال پس از تأسیس شرکت، آندرسن هوروویتز ۱۰۰ دلار سرمایه‌گذاری کرد. میلیون دلار سرمایه‌گذاری خطرپذیر در ژوئیه ۲۰۱۵، GitHub 250 دلار دیگر جمع‌آوری کرد میلیون سرمایه خطرپذیر در دور سری B. سرمایه گذاران Sequoia Capital , Andreessen Horowitz، Thrive Capital و سایر صندوق‌های سرمایه‌گذاری خطرپذیر بودند. از سال ۲۰۱۸، GitHub تخمین زده می‌شود که ۲۰۰–۳۰۰ دلار تولید کند. میلیون دلار درآمد سالانه. سرویس GitHub توسط Chris Wanstrath، PJ Hyett، Tom Preston-Werner و Scott Chacon با استفاده از Ruby on Rails توسعه داده شد و در فوریه ۲۰۰۸ شروع به کار کرد. این شرکت، از سال ۲۰۰۷ وجود دارد و در سانفرانسیسکو واقع شده‌است.

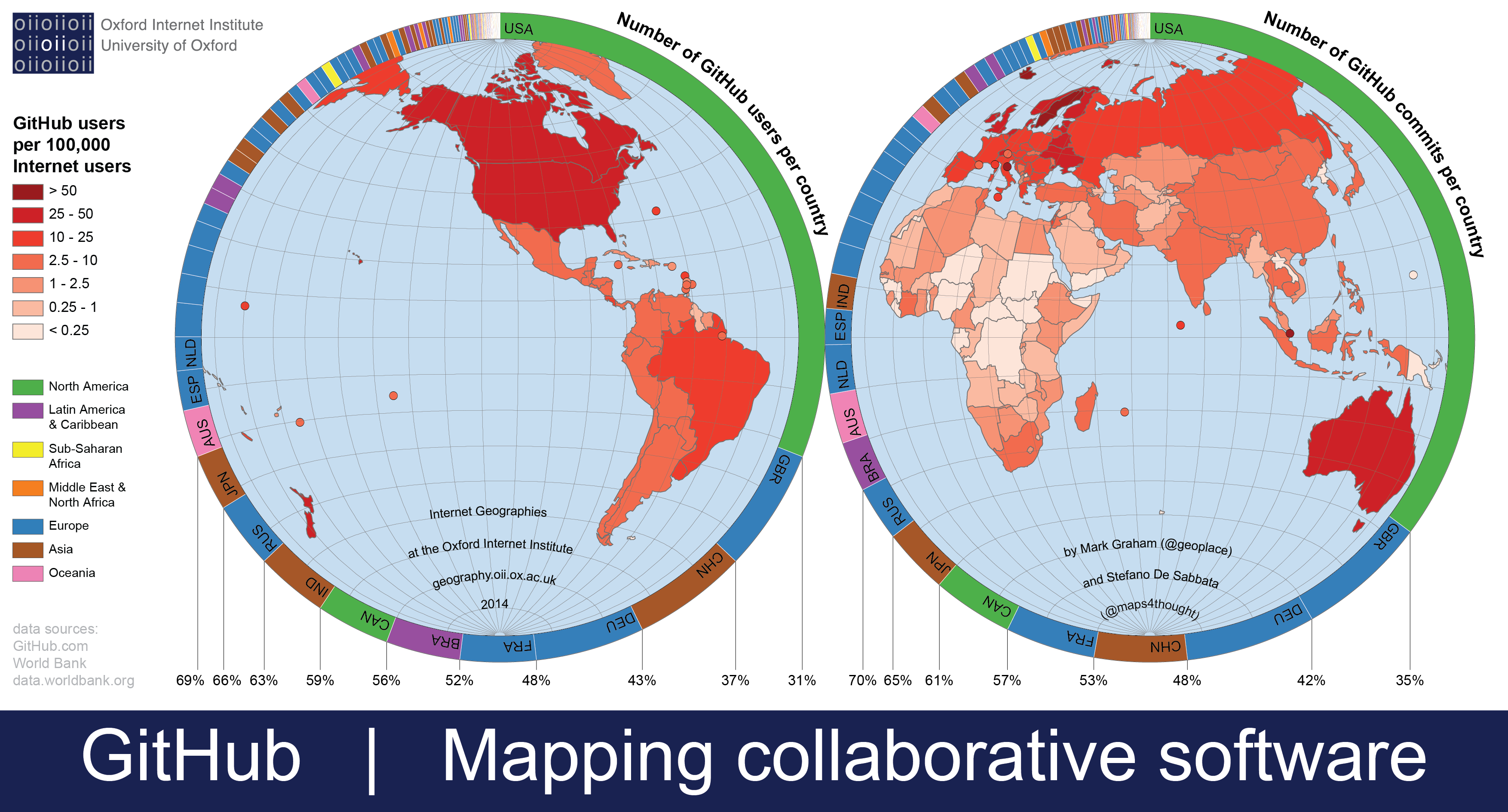
سایه زنی نقشه تعداد کاربران را به نسبت جمعیت اینترنت هر کشور نشان می‌دهد. نمودارهای دایره ای اطراف دو نیمکره، تعداد کل کاربران GitHub (چپ) و commitها (راست) را در هر کشور نشان می‌دهند.

- در ۲۴ فوریه ۲۰۰۹، گیت‌هاب اعلام کرد که در اولین سال آنلاین شدن، GitHub بیش از ۴۶۰۰۰ مخزن عمومی جمع‌آوری کرده‌است که ۱۷۰۰۰ مورد آن در ماه قبل تشکیل شده‌است. در آن زمان، حدود ۶۲۰۰ مخزن حداقل یک بار فورک شده و ۴۶۰۰ مخزن ادغام شده بودند.
- طبق گفته گیت‌هاب در همان سال، این سایت توسط بیش از ۱۰۰۰۰۰ کاربر مورد استفاده قرار گرفت و به میزبانی ۹۰۰۰۰ مخزن عمومی منحصربفرد رشد کرد که ۱۲۰۰۰ مخزن حداقل یک بار فورک شده بودند، در مجموع ۱۳۵۰۰۰ مخزن.[۲۸]
- در سال ۲۰۱۰، گیت هاب میزبان ۱ میلیون مخزن بود.[۲۹] یک سال بعد این تعداد دو برابر شد.[۳۰]

ReadWriteWeb گزارش داد که گیت‌هاب از لحاظ تعداد کل تعهدات در بازه زمانی ژانویه تا می ۲۰۱۱ از SourceForge و Google Code پیشی گرفته‌است.
- در ۱۶ ژانویه ۲۰۱۳، گیت‌هاب از مرز ۳ میلیون کاربر عبور کرد و سپس بیش از ۵ میلیون مخزن را میزبانی کرد.[۳۲]
- در پایان سال، تعداد مخازن دو برابر شد و به ۱۰ میلیون مخزن رسید.[۳۳]
- در سال ۲۰۱۲، گیت‌هاب ۱۰۰ میلیون دلار سرمایه از Andreessen Horowitz با ارزش ۷۵۰ میلیون دلاری جذب کرد.[۳۴]
- در ۲۹ ژوئیه ۲۰۱۵، گیت‌هاب اعلام کرد که ۲۵۰ میلیون دلار سرمایه در دوری به رهبری Sequoia Capital جمع‌آوری کرده‌است. سایر سرمایه گذاران آن دور عبارتند از: Andreessen Horowitz, Thrive Capital، و IVP (Institutional Venture Partners).[۳۵] این دور ارزش شرکت را تقریباً ۲ میلیارد دلار برآورد کرد.[۳۶]
- در سال ۲۰۱۵، گیت‌هاب یک دفتر در ژاپن افتتاح کرد که اولین دفتر آن در خارج از ایالات متحده بود[۳۷]
- در سال ۲۰۱۶، گیت‌هاب در فهرست Forbes Cloud 100 در رتبه ۱۴ قرار گرفت.[۳۸] در لیست‌های ۲۰۱۸، ۲۰۱۹ و ۲۰۲۰ قرار نگرفته‌است.[۳۹]
- در ۲۸ فوریه ۲۰۱۸، GitHub قربانی سومین حمله بزرگ انکار سرویس (DDoS) در تاریخ شد که ترافیک ورودی به اوج خود در حدود ۱٫۳۵ ترابیت در ثانیه رسید.[۴۰]

## خرید توسط مایکروسافت

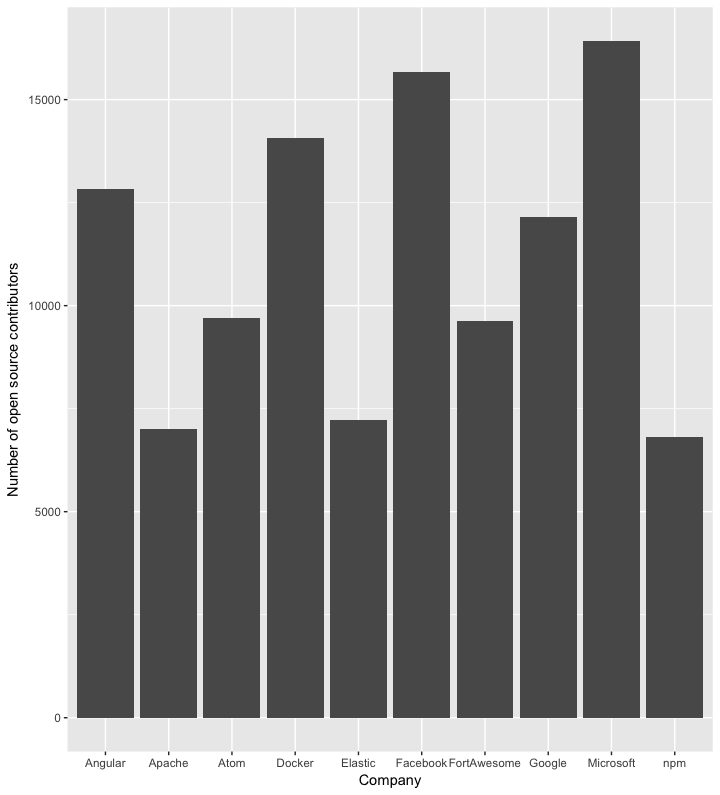
مایکروسافت در صدر فهرست ده سازمان با بیشترین مشارکت کنندگان منبع باز در GitHub در سال 2016

از سال ۲۰۱۲، مایکروسافت به یکی از کاربران مهم گیت هاب تبدیل شد و از آن برای میزبانی پروژه‌های منبع باز و ابزارهای توسعه مانند . NET Core، Chakra Core , MSBuild، PowerShell، PowerToys، کد ویژوال استودیو، ماشین حساب ویندوز، ترمینال ویندوز و بخش عمده ای از مستندات محصول آن (اکنون در Microsoft Docs یافت می‌شود).
در ۴ ژوئن ۲۰۱۸، مایکروسافت قصد خود را برای خرید GitHub به مبلغ ۷٫۵ میلیارد دلار اعلام کرد. معامله در ۲۶ اکتبر ۲۰۱۸ بسته شد. گیت هاب به‌طور مستقل به عنوان یک جامعه، پلتفرم و تجارت به فعالیت خود ادامه داد. تحت مایکروسافت، این سرویس توسط نات فریدمن از Xamarin رهبری می‌شد که به اسکات گاتری، معاون اجرایی Microsoft Cloud و AI گزارش می‌داد. مدیر عامل GitHub، کریس وانسترث، به عنوان یک «همکار فنی» حفظ شد و همچنین به Guthrie گزارش می‌داد.
نگرانی‌هایی از سوی توسعه‌دهندگان، کایل سیمپسون، مربی و نویسنده جاوا اسکریپت، و رافائل لاگونا، مدیر عامل Open-Xchange در مورد خرید مایکروسافت وجود داشته‌است، که دلیل آن نگرانی از مدیریت مایکروسافت با خریدهای قبلی، مانند کسب‌وکار موبایل نوکیا یا اسکایپ است.
این خرید در راستای استراتژی تجاری مایکروسافت تحت مدیریت ساتیا نادلا بود، که تمرکز بیشتری بر خدمات رایانش ابری، در کنار توسعه و مشارکت در نرم‌افزار منبع بازداشته است. Harvard Business Review استدلال می‌کند که مایکروسافت قصد دارد GitHub را برای دسترسی به پایگاه کاربران خود خریداری کند، بنابراین می‌توان از آن به عنوان یک رهبر ضرر برای تشویق استفاده از سایر محصولات و خدمات توسعه خود استفاده کرد.
نگرانی‌ها در مورد فروش باعث افزایش علاقه رقبا شد: Bitbucket (متعلق به Atlassian)، GitLab (یک محصول منبع باز تجاری که نسخه سرویس میزبانی شده را نیز اجرا می‌کند) و SourceForge (متعلق به BIZX, LLC) گزارش دادند که افزایش‌هایی را در کاربران جدیدی مشاهده کرده‌اند که قصد داشتند. برای انتقال پروژه‌ها از GitHub به سرویس‌های مربوط.
در سپتامبر ۲۰۱۹، GitHub Semmle، یک ابزار تجزیه و تحلیل کد را خریداری کرد. در فوریه ۲۰۲۰، GitHub در هند با نام GitHub India Private Limited راه اندازی شد. در مارس ۲۰۲۰، GitHub اعلام کرد که npm، یک فروشنده بسته‌بندی جاوا اسکریپت را در ازای مبلغی نامشخص خریداری می‌کند. معامله در ۱۵ آوریل ۲۰۲۰ بسته شد.
در اوایل ژوئیه ۲۰۲۰، برنامه بایگانی GitHub ایجاد شد تا کد منبع باز خود را برای همیشه بایگانی کند.

## آمار و ارقام
در آوریل سال ۲۰۱۷ گیت‌هاب با داشتن تقریباً ۲۰ میلیون کاربر و ۵۷ میلیون مخزن، به عنوان بزرگترین میزبان کد منبع، در جهان شناخته شد.
یکی از اعضای تیم گیت‌هاب در ۲۴ فوریه سال ۲۰۰۹ اعلام کرد در دفتر مرکزی یاهو که در سال اول آنلاین بودند گیت‌هاب بیش از ۴۶٬۰۰۰ مخزن عمومی داشته‌است.
در ۵ ژوئیه ۲۰۰۹، گیت‌هاب اعلام کرد که سایتشان بیش از ۱۰۰٬۰۰۰ کاربر دارد. در ۲۷ ژوئیه ۲۰۰۹، تام ورنر پرستون اعلام کرد که GitHub برای میزبانی ۹۰٬۰۰۰ مخزن عمومی منحصر به فرد رشد داشته ست.
در ۲۵ ژوئیه ۲۰۱۰، گیت‌هاب اعلام کرد که میزبان ۱ میلیون مخزن است و همچنین در ۲۰ آوریل ۲۰۱۱، گیت‌هاب اعلام کرد که میزبان ۲ میلیون مخزن شده‌است. در ۲۳ دسامبر ۲۰۱۳، گیت‌هاب اعلام کرد که به ۱۰ میلیون مخزن رسیده‌است.
در ژانویهٔ ۲۰۲۱ گیت‌هاب بیش‌از ۵۶ میلیون کاربر و ۱۰۰ میلیون مخزن دارد.

## محدودیت‌ها و قیدها
با توجه به بندهای قرارداد، اگر استفاده از پهنای باند یک اکانت، به‌طور قابل ملاحظه‌ای از متوسط دیگر کاربران گیت‌هاب، بالاتر رود، سرویس هاستینگ فایل آن اکانت، به سرعت غیرفعال یا حذف خواهد شد مگر اینکه مصرف پهنای باند کاهش یابد. پهنای باند اولیه برای هر مخزن یک گیگابیت است
گیت‌هاب بیشتر برای کد استفاده می‌شود.
علاوه بر کد منبع، ویژگی‌های زیر را نیز پشتیبانی می‌کند:
- اسناد و مدارک، از جمله فایل‌های README که به‌طور خودکار در فرمت‌های مختلف فایل‌های نشانه دار عرضه شده‌است.
- ردیابی موضوع با برچسب‌ها، نقاط عطف و یک موتور جستجو
- نگهداری درخواست‌ها با بررسی کد و نظرات
- نمودارها: پالس، شبکه، اعضا، همکاران، فرکانس کد و کارت پانچ
- راهنمای یکپارچگی
- اعلان ایمیل
- نمایش داده‌های جغرافیایی

## حمله DDoS به گیت‌هاب
۲۶ مارس ۲۰۱۵ وب‌سایت گیت‌هاب مورد حملهٔ DDoS قرار گرفت که ابزارها و برنامه‌های مبارزه با سانسور هدف اصلی این حملات بودند و این حملات همچنان ادامه دارند. این حمله به حکومت چین نسبت داده شده‌است.
گیت‌هاب می‌گوید که این حملات شامل تکنیک‌های مختلفی است. علاوه بر استفاده از تمام تکنیک‌های شناخته شده برای حملات DDoS برخی تکنیک‌های کاملاً جدید نیز توسط مهاجمان به کار گرفته شده‌است. تیم گیت‌هاب می‌گوید:
احتمالاً این شاخهٔ خاص محتوا چیزی است که چین نسبت به آن حساس است. بر طبق گزارش وال استریت ژورنال بزرگترین ضربه‌ای که به میزان ترافیک گیت‌هاب وارد شده مربوط به موتور جستجوی چینی بایدو بوده‌است. متخصصان حوزه امنیت به این روزنامه گفته‌اند که این موضوع GitHub را در طول مدت حملات کاملاً فلج کرده‌است.
گیت‌هاب در توییتی اعلام کرده که به کمک تاکتیک‌های خنثی‌سازی متنوع در پی از بین بردن اثر این حملات است. موتور جستجوی بایدو نیز طی بیانیه‌ای هر گونه دخالت در این حملات را رد کرده و اعلام کرده که این وب‌سایت به هیچ عنوان به صورت عمدی در هیچ ارجاع آدرسی دست نداشته‌است.

## محدود کردن کاربران ایرانی
در ۲۶ ژوئیهٔ ۲۰۱۹ گیت‌هاب با ارسال ایمیلی به کاربران ایرانی و سایر کاربران ساکن در مناطق تحریم شده توسط ایالات متحدهٔ آمریکا (شبه‌جزیره کریمه، کوبا، کرهٔ شمالی، ایران و سوریه) از محدود شدن دسترسی آن‌ها به گیت‌هاب خبر داد.
این محدودیت‌ها برای ایرانیان در تاریخ ۵ ژانویهٔ ۲۰۲۱ برطرف شد.